# Jack Holtwick
Jack Sebastian Holtwick Jr. (* 27. Februar 1907 in Eufaula, Oklahoma; † 8. Januar 1987 auf Hawaii) war ein US‑amerikanischer Kryptoanalytiker und Captain der US Navy. Vor und während des Zweiten Weltkriegs hat er entscheidend zum Bruch japanischer Maschinenschlüssel beigetragen.

## Leben
Jack Holtwick Jr. kam im ehemaligen Indianerterritorium von Oklahoma auf die Welt. Im Jahr 1923, erst 16 Jahre alt, entschied er sich, die US‑Marineakademie zu besuchen, die er als Zwanzigjähriger im Jahr 1927 mit Auszeichnung abschloss. Er war nun ein Offizier der US Navy.
Im Jahr 1934 wurde er Mitglied der Naval Security Group, einer nachrichtendienstlichen Einheit der Navy. Dort machte er durch seine hervorragenden Führungsqualitäten und seine außergewöhnliche Leistungen als Kryptoanalytiker auf sich aufmerksam. Unter anderem gelang ihm die erfolgreiche Kryptanalyse einer japanischen Chiffriermaschine  aus dem Jahr 1932, der die Amerikaner den Decknamen Orange gegeben hatten. In der Folge gelang es, damit verschlüsselte geheime Funksprüche der Kaiserlich Japanischen Marine zu entziffern.
Im Juni 1940 wurde er der Combat Intelligence Unit (deutsch etwa: „Kampfaufklärungseinheit“) im 14. Marinedistrikt der Navy zugeteilt. Sitz war Pearl Harbor auf Hawaii, wo nur ein Jahr später im Sommer die Station Hypo entstand und dann im Dezember des Jahres der japanische Überfall erfolgen sollte. Im Jahr 1943, nun mitten im Zweiten Weltkrieg, wurde er als verantwortlicher Offizier der Fleet Radio Unit Melbourne (FRUMEL) in Australien zugeteilt. Dabei handelte es sich um eine von zwei großen Signalaufklärungseinheiten der Alliierten, die im Pazifikkrieg als Fleet Radio Units (deutsch etwa: „Marinefunkaufklärungseinheiten“) bezeichnet wurden. Holtwick diente dort im Stab des Kommandanten für den Südwestpazifik, bevor er im Jahr 1944 in die chinesische Stadt Chongqing als Leiter der dortigen Sicherheitseinheit (Security Unit) versetzt wurde. Anschließend kehrte er als Leiter der Fleet Radio Unit (FRUPAC), der Station Hypo, nach Hawaii zurück und blieb dort bis 1947.
Nach einem Einsatz auf See als Kommandant der USS Platte (AO‑24) wurde er zunächst Leiter der Personal- und Verwaltungsabteilung im Hauptquartier der Naval Security Group. Ab September 1949 bis April 1950 war er dann der Leiter der gesamten Einheit. Es folgte eine weitere Verwendung auf See als Kommandant der USS Estes (AGC‑12). Im Oktober 1953 kehrte er nach Washington zurück. Bis zu seiner Pensionierung im Jahr 1957 diente er bei der National Security Agency (NSA) als Stabschef.
In den frühen 1970er-Jahren schrieb er eine Abhandlung zur Geschichte „seiner“ Security Group. Dabei behandelte er deren Wirken und Leistungen von den ersten Anfängen an, unmittelbar nach Ende des Ersten Weltkriegs, bis zum Beginn des Zweiten Weltkriegs. Ein wichtiger Fokus liegt auf dem intellektuellen Wettstreit zwischen japanischen Kryptologen und ihren amerikanischen Gegenspielern.
Jack Holtwick war verheiratet mit Mary E. Holtwick (* 3. September 1907; † 10. Mai 1982). Sie hinterließen eine Tochter, Patricia Holtwick Moran.
Captain Jack Sebastian Holtwick Jr. starb einen Monat vor Vollendung seines 80. Lebensjahres im Tripler Army Medical Center auf Oʻahu. Er wurde auf dem National Memorial Cemetery of the Pacific in Honolulu bestattet.

## Schriften
- History of the Naval Security Group to World War II. SRH 355, 1971.